# Cabinetul doctorului Caligari
Cabinetul doctorului Caligari (germană Das Cabinet des Dr. Caligari) este un film mut din 1920, german, de groază, în regia lui Robert Wiener. Este considerat ca fiind unul din primele filme de groază; criticul Roger Ebert îl consideră „primul film de groază cu adevărat îngrozitor”. Este atribuit expresionismului.